# 劉祥 (東漢)
劉祥（？年—190年），零陵郡烝陽（今湖南省邵東）人。東漢末年江夏太守。

## 生平
初平元年（公元190年），當時孫堅軍正在討伐董卓，南陽太守張咨不給孫堅軍軍糧，於是孫堅誘斬張咨。由於劉祥認同孫堅，因此南陽軍士怨恨劉祥，舉兵攻打劉祥，劉祥和他們交戰，兵敗身亡。
劉表向來不喜歡劉祥，拘禁了劉祥的兒子劉巴，有殺害劉巴的念頭。但卻數次派遣劉祥以前親信的人騙劉巴說：「劉表打算害你，我們一起逃離吧。」再三勸說，劉巴就是不答應逃跑。

## 家庭

### 父
- 劉曜，曾任蒼梧太守。[1]

### 子
- 劉巴，蜀漢尚書令。